# Tournefort
Tournefort – miejscowość i gmina we Francji, w regionie Prowansja-Alpy-Lazurowe Wybrzeże, w departamencie Alpy Nadmorskie.
Według danych na rok 1990 gminę zamieszkiwały 93 osoby, a gęstość zaludnienia wynosiła 9 osób/km² (wśród 963 gmin regionu Prowansja-Alpy-W. Lazurowe Tournefort plasuje się na 701 miejscu pod względem liczby ludności, natomiast pod względem powierzchni na miejscu 687).